# Biroul Internațional de Măsuri și Greutăți
Biroul Internațional de Măsuri și Greutăți (în franceză Bureau international des poids et mesures, acronim BIPM) este unul din cele trei organisme de standardizare însărcinate cu menținerea Sistemului internațional de unități, conform Convenției Metrului.
Celelalte două organisme de standardizare sunt:
- Conferința Generală de Măsuri și Greutăți (în franceză La Conférence générale des poids et mesures,  acronim CGPM)[1] și
- Comitetul Internațional de Măsuri și Greutăți (în franceză Le Comité international des poids et mesures, acronim CIPM).[1]

BIPM este situat în Pavilionul Breteuil, la Sèvres, lângă Paris, având un statut de extrateritorialitate.

## Misiune
Misiunea BIPM este de a asigura uniformitatea la nivel mondial a măsurătorilor și trasabilitatea acestora către sistemul internațional de unități (SI).
El funcționează sub autoritatea Convenției Metrului, care este un tratat diplomatic încheiat între state membre ale Convenției Metrului (cincizeci și una de națiuni). Își desfășoară activitatea cu ajutorul mai multor comitete consultative, ale căror membri sunt laboratoare naționale de metrologie din statele membre ale Convenției Metrului și prin activitatea lor de laborator.
BIPM efectuează cercetări legate de metrologie. Organizează sau participă la comparații internaționale ale standardelor naționale de măsurare și efectuează calibrări pentru statele membre.
O altă misiune a BIPM este de a menține ora universală coordonată (UTC), care este scara de timp din care frecvențele de referință și semnalele orare sunt diseminate în mod coordonat în întreaga lume.

## Istoric
Începuturile Biroului Internațional de Măsuri și Greutăți vin din decizia de a utiliza sistemul zecimal, luată la inițiativa lui Gaspard Monge.
La 20 mai 1875 Convenția Metrului a fost semnată la Paris de către șaptesprezece state. Cu această ocazie a fost creat Biroul Internațional de Măsuri și Greutăți.
Pavilionul Breteuil din Sèvres găzduiește Biroul Internațional de Măsuri și Greutăți încă din 1884, când a fost pusă în funcțiune clădirea destinată instalării laboratoarelor, numită „Observatorul”.
În 1889 prima Conferința Generală de Măsuri și Greutăți a adoptat noile prototipuri internaționale ale metrului și kilogramului și a solicitat depunerea lor oficială în pavilionul Breteuil.